# Celeste Ng
Celeste Ng (chinês: 伍綺詩) (Pittsburgh, 30 de julho de 1980) é uma escritora norte-americana. Seu romance de estreia, Everything I Never Told You, foi lançado em 26 de junho de 2014 e ganhou vários prêmios, como o Amazon Book of the Year. Seus romances já venderam mais de dois milhões e quinhentas mil de cópias em todos os formatos. No Brasil, suas obras estão sendo publicadas pela editora Intrínseca.

## Biografia
Celeste Ng nasceu em Pittsburgh, na Pensilvânia. Seus pais se mudaram de Hong Kong para os Estados Unidos em 1968. Seu pai trabalhou como físico na NASA, no Centro de Pesquisa John H. Glenn, e sua mãe era química e lecionou na Universidade Estadual de Cleveland.
Aos 10 anos, a família de Ng se mudou para Shaker Heights, em Ohio, devido à integração racial da comunidade e ao excelente sistema de escola pública. Celeste Ng estudou nas escolas do Distrito Escolar da Cidade de Shaker Heights e, durante o ensino médio, participou do grupo de estudantes sobre discussões raciais, com quem visitou escolas do ensino fundamental para conversas sobre discriminação e estereótipos. Além disso, por dois anos, Ng co-editou a revista Semanteme, uma publicação sobre literatura de sua escola.
Depois de se graduar no ensino médio, em 1998, Ng passou a estudar inglês na Universidade de Harvard. Após este período, Ng passa a estudar na Universidade de Michigan, onde obteve seu mestrado em escrita e, em 2007, a escritora ganhou o Hopwood Award com o conto What Passes Over, um prestigioso prêmio da Universidade de Michigan, famoso pela capacidade de identificar jovens talentos da escrita.
Até seus 24 anos, Ng não pensava na escrita como uma carreira profissional, mas seus planos mudaram depois que ela se formou na Universidade de Harvard, em 2002. Já na Universidade de Michigan, Ng conheceu sua agente literária, Julie Barer, saindo de lá com uma coleção de contos e dois capítulos iniciais do seu romance de estreia, Everything I Never Told You. Entre o final de sua graduação e a publicação do seu primeiro romance, a autora manteve um documento detalhando cada vez que ela enviava uma história para uma revista literária. Em 2011, ela ganha o Prêmio Pushcart pelo conto Girls, At Play, publicada na Bellevue Literary Review, sendo um grande incentivo para a escritora, uma vez que a história já tinha sido rejeitada 17 vezes.
Everything I Never Told You é um thriller literário que se passa na década de 70, em Ohio, e conta a história de uma família sino-americana. O romance tinha quatro rascunhos e uma revisão antes da conclusão, que levou 6 anos. Enquanto trabalhava em seu primeiro romance, Celeste Ng afirmou que se inspirou em suas próprias experiências, bem como de sua família e amigos em relação ao racismo sofrido, tendo como um dos seus temas literários a questão da raça e o "ser asiático". A obra foi traduzida para 30 países, e no Brasil, foi publicado pela editora Intrínseca, com o título Tudo o que Nunca Contei.
Seu segundo romance, Little Fires Everywhere, se passa na década de 90 na cidade de Shaker Heights, em Ohio. A história se concentra no confronto entre uma tradicional família da cidade e uma família recém-chegada, composta por uma artista que cria sua filha sozinha. O romance ganhou uma adaptação para a televisão, sendo transformada em uma minissérie pela Hulu, em 2020. A série homônima é estrelada por Reese Witherspoon e Kerry Washington, tendo Celeste Ng como uma das produtoras do programa. O livro foi traduzido para mais de 30 países, e no Brasil, foi publicado pela editora Intrínseca, com o título Pequenos Incêndios Por Toda Parte.
Para Ng, o livro que mais influenciou sua escrita foi O Deus das Pequenas Coisas, de Arundhati Roy.
Atualmente, Celeste Ng vive em Cambridge, no Massachusetts, com o marido e seu filho.

## Prêmios
- 2011 - Pushcart Prize - Girls, At Play[8]
- 2014 - Amazon Book of the Year - Everything I Never Told You[1][2]
- 2014-2015 - Asian/Pacific American Award for Literature (Adult Fiction) - Everything I Never Told You[2][15]
- 2015 - Alex Awards - Everything I Never Told You[16]
- 2015 - Mass Book Awards - Everything I Never Told You[17]
- 2017 - Goodreads Choice Awards (Fiction) - Little Fires Everywhere[18]
- 2020 - Guggenheim Fellowship[19][20][21]

### Livros publicados no Brasil
- Tudo o que nunca contei, Intrínseca, 2017. ISBN 9788580579741
- Pequenos incêndios por toda parte, Intrínseca, 2018. ISBN 9788551003121

### Livros publicados em Portugal
- Tudo o que ficou por dizer, Edições ASA, 2016
- Pequenos Fogos em Todo o Lado, Relógio D'Água, 2018
- Os Nossos Corações Perdidos, Relógio D'Água, 2022